# حصن روهتاس
حصن روهتاس (البنجابية، الأردية: قلعہ روہتاس ؛ قيلا روهتاس) هو حصن من القرن السادس عشر يقع بالقرب من مدينة جهيلوم في مقاطعة البنجاب الباكستانية. وقد بُني الحصن في عهد الملك بشتون شير شاه سوري بين 1541 و 1548 من أجل المساعدة في إخضاع القبائل المتمردة في منطقة بوتوهار شمال البنجاب التي كانت مواليًا للتاج المغولي. القلعة هي واحدة من أكبر وأكبر في شبه القارة. لم يتم اقتحام فورت روهتاس بالقوة، وقد نجا من الموت بشكل ملحوظ.

## الموقع
يقع الحصن على بعد ثمانية كيلومترات جنوب طريق غراند ترانك. يقع على بعد حوالي 16 كم شمال غرب جهيلوم وبالقرب من مدينة دينا. مرّ طريق شاهرة عزام التاريخي مرورًا بالجدار الشمالي الخارجي للحصن.
تم بناء حصن روهتاس على تلة تطل على ممر ضيق حيث يلتقي نهر كاهان مع تيار موسمي يسمى برنال خاص في نطاق ٹلہ جوگیاں. يبلغ الحصن حوالي 300 قدم (91 م) فوق المناطق المحيطة به. وتبلغ مساحتها 2660 قدمًا (810 أمتار) فوق مستوى سطح البحر وتغطي مساحة قدرها 12.63 فدانًا (51100 م 2).

## لمحة عامة

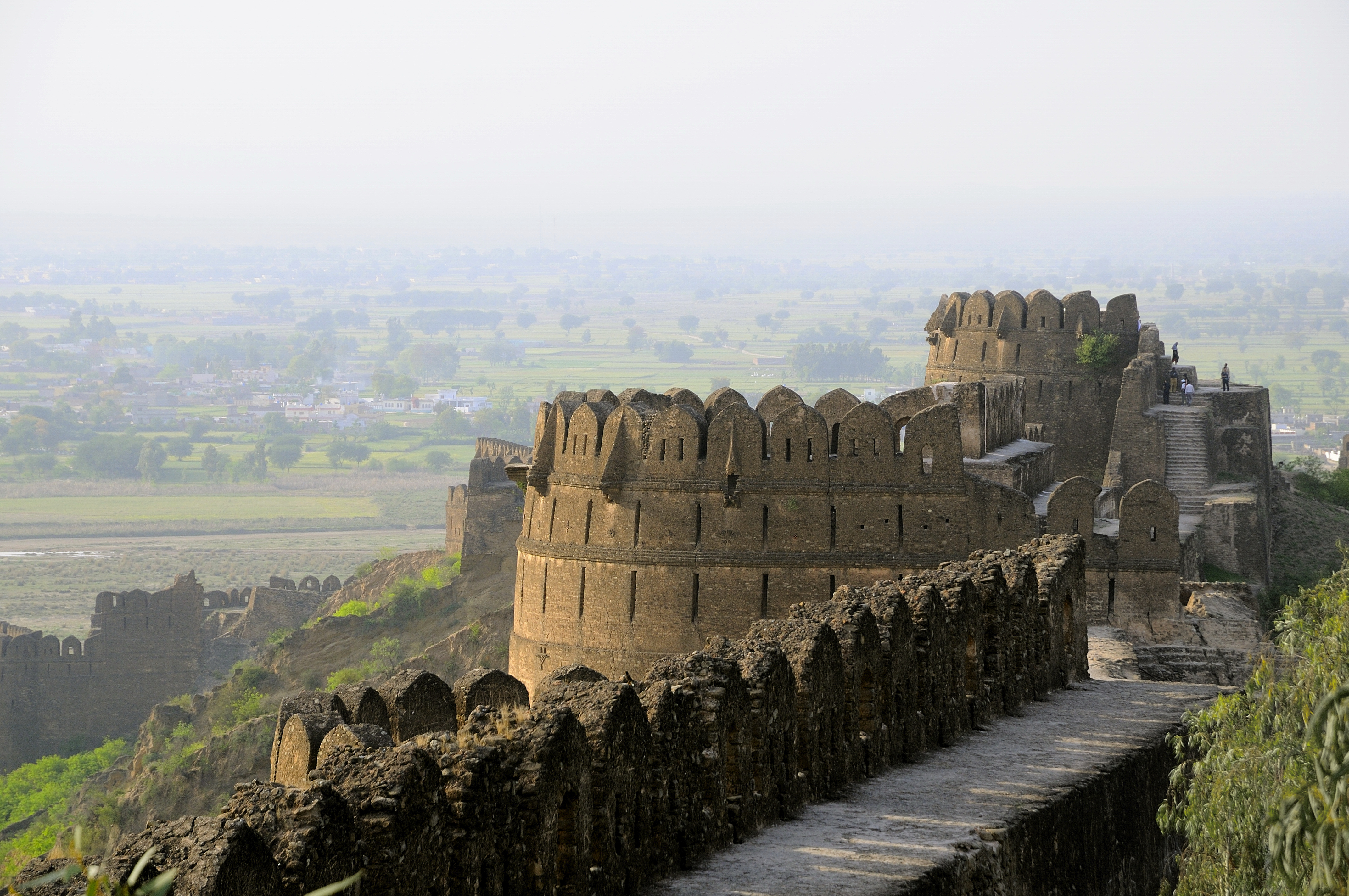
بنيت روتس فورت على تلة تطل على هضبة بوسهار.

كانت القلعة تحت حكم شير شاه سوري، مؤسس سور الإمبراطورية. تم تصميم الحصن لمنع التقدم الذي أحرزه الإمبراطور المغولي همايون، الذي كان قد نُفي إلى بلاد فارس بعد هزيمته في معركة كاناج. يحتل الحصن موقعًا استراتيجيًا بين المنطقة الجبلية في أفغانستان وسهول البنجاب، وكان يهدف إلى منع الإمبراطور المغولي من العودة إلى الهند.
تم تصميم الحصن أيضًا لقمع قبائل قاخار المحلية في منطقة بوتشار. كانت قبائل جاخر حلفاء للإمبراطورية المغولية، ورفضت الاعتراف بسيادة شير شاه سوري.

## التاريخ

### فترة سلالة سور

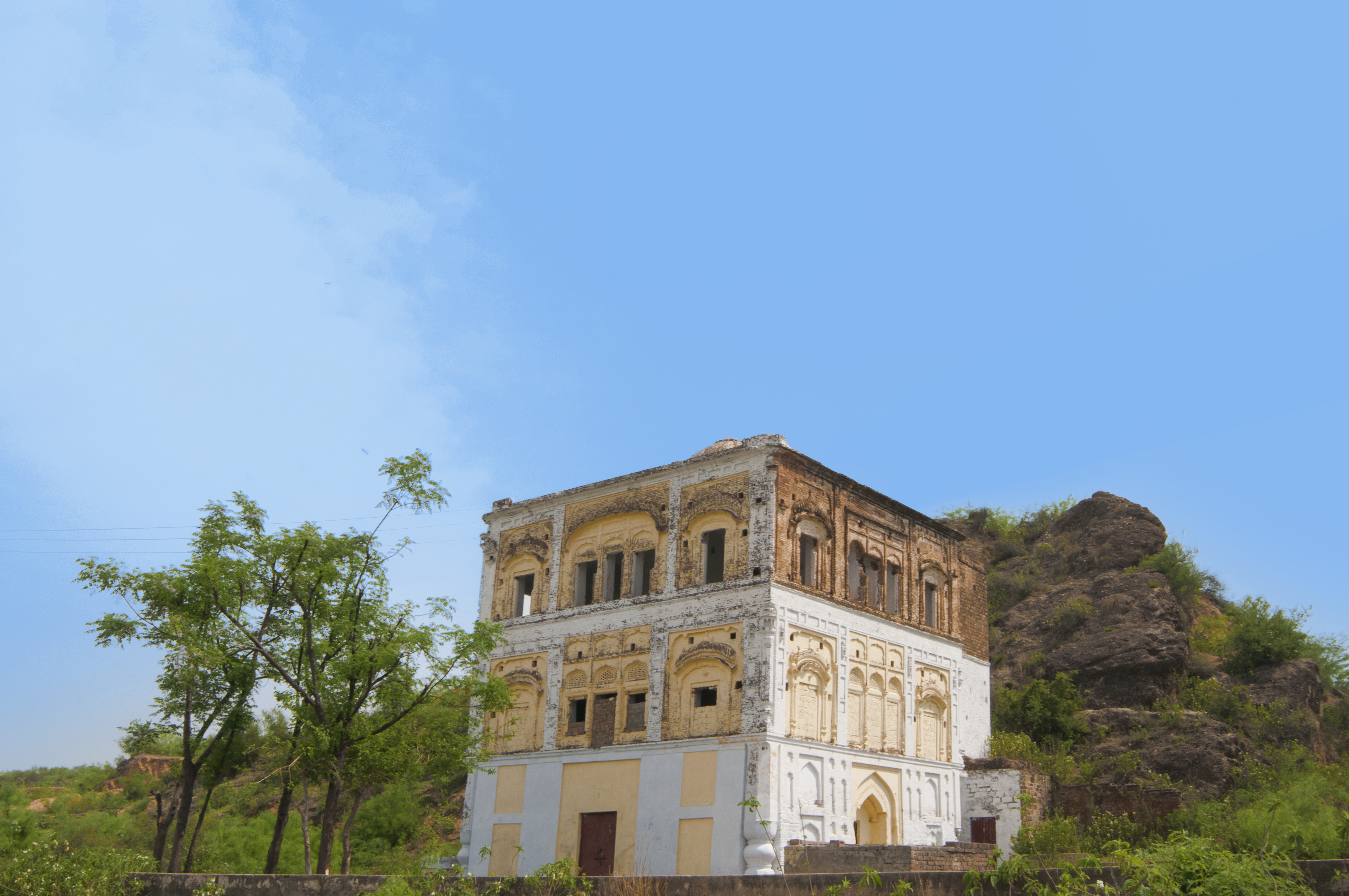
معبد جورودوارا شوا صهيب

يعود أصل القلعة إلى سلالة سور، حيث أمر الإمبراطور شير شاه سوري بإنشاء المحكمة بعد فوزه على الإمبراطور المغولي همايون. بدأ بناء الحصن في عام 1541. كان في المقام الأول كدفاع ضد جاكرز.

### فترة مغول الهند
سرعان ما تم التخلي عن الحصن إلى سلطان مغول الهند همايون في عام 1555،  بعد أن تخلى الحاكم المحلي، تتار خان خاسي، عن الحصن قبل تقدم جيش المغول.
فقدت القلعة الكثير من أهميتها حيث أن هدف الحصن في إخضاع قبيلة غاخار المؤيدة للمغوليين، وكذلك منع عودة الإمبراطور همايون، لم يعد مطلوبًا. وعلاوة على ذلك، فإن بناء قلعة أتوك القريبة في الثمانينيات من القرن الثامن عشر من قبل الإمبراطور أكبر قد خدم المصالح المغولية بشكل أفضل. ومن المفارقات أن فورت روهتاس جاء ليكون بمثابة عاصمة قبائل قاخار التي تم تصميمها في البداية لإخضاعها،  ولم تكن مطلوبة كحامية عسكرية حيث بقيت قبائل غاخار المحلية موالية للتاج المغولي.

### بعد الحكم المغولي
ظل الحصن قيد الاستخدام خلال الحقبة المغولية، واستخدم بشكل شبه مستمر حتى عام 1707،  على الرغم من أنه لم يكن شائعًا لدى الحكام المغوليين لأنه كان يفتقر إلى حدائق كبيرة ونوع العمارة الضخمة الموجودة في حصون العصر المغولي، مثل في قلعة لاهور. حدثت إعادة تسليح القلعة في الأيام الأخيرة من الإمبراطورية المغولية، حيث بدأت الإمبراطورية السيخ المنافسة في التوسع في المنطقة. كان نادر شاه من بلاد فارس والحاكم الأفغاني أحمد شاه العبدلي قد خيموا في الحصن في حملاتهم في البنجاب خلال الأيام الأخيرة للامبراطورية المغولية.
في عام 1825، استولت قوات السيخ من غورموخ سينغ لامبا على الحصن من قائد قاهار نور خان. كما تم استخدام روهاتس بعد ذلك لأغراض إدارية من قبل الحاكم السيخي رانجيت سينغ.

## تخطيط الحصن

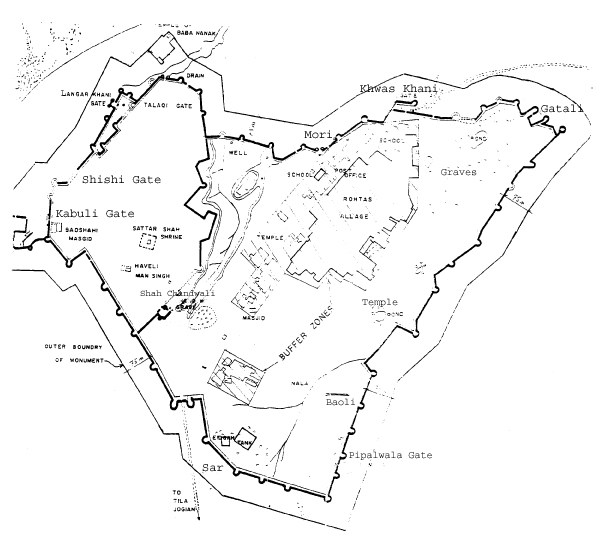
تخطيط الحصن

غطي حصن روهتاس مساحة 70 هكتارًا،  محاطة بأربعة كيلومترات من الجدران التي تم تعزيزها من قبل 68 برجًا معقلًا، و 12 بوابة. تم تشكيل الحصن المثلث بشكل غير منتظم، ويتبع معالم التل الذي تم بناؤه عليه. الزاوية الشمالية الغربية للقلعة محاطة بسور من بقية القلعة بحائط طوله 533 متر. كان القسم المغطى بمثابة قلعة للنخب وكان يخضع لحراسة مشددة. الجزء المغلق هو موقع معظم بقايا الحصن البارزة. تنفتح بوابة لانغار خاني في القلعة، ولكنها في الواقع فخ يقع في خط النار المباشر من حصون القلعة.
يمكن للقلعة الكبيرة أن تحتفظ بقوة تصل إلى 30,000 رجل. والجدار الشمالي الغربي من القلعة محصن من بقية القلعة بواسطة جدار بطول 533 متر. القسم المغلق كان بمثابة قلعة للنخب. بسبب موقعها، الجدران الضخمة، بوابات المصيدة و 3 باول (الآبار المخططة)، يمكن أن تصمد أمام حصار كبير - على الرغم من أنها لم تكن محاصرة في الواقع. لا توجد قصور في فورت باستثناء رجا مان سينج هافيلي، الذي بُني على أعلى نقطة في القلعة.

## الهياكل الرئيسية

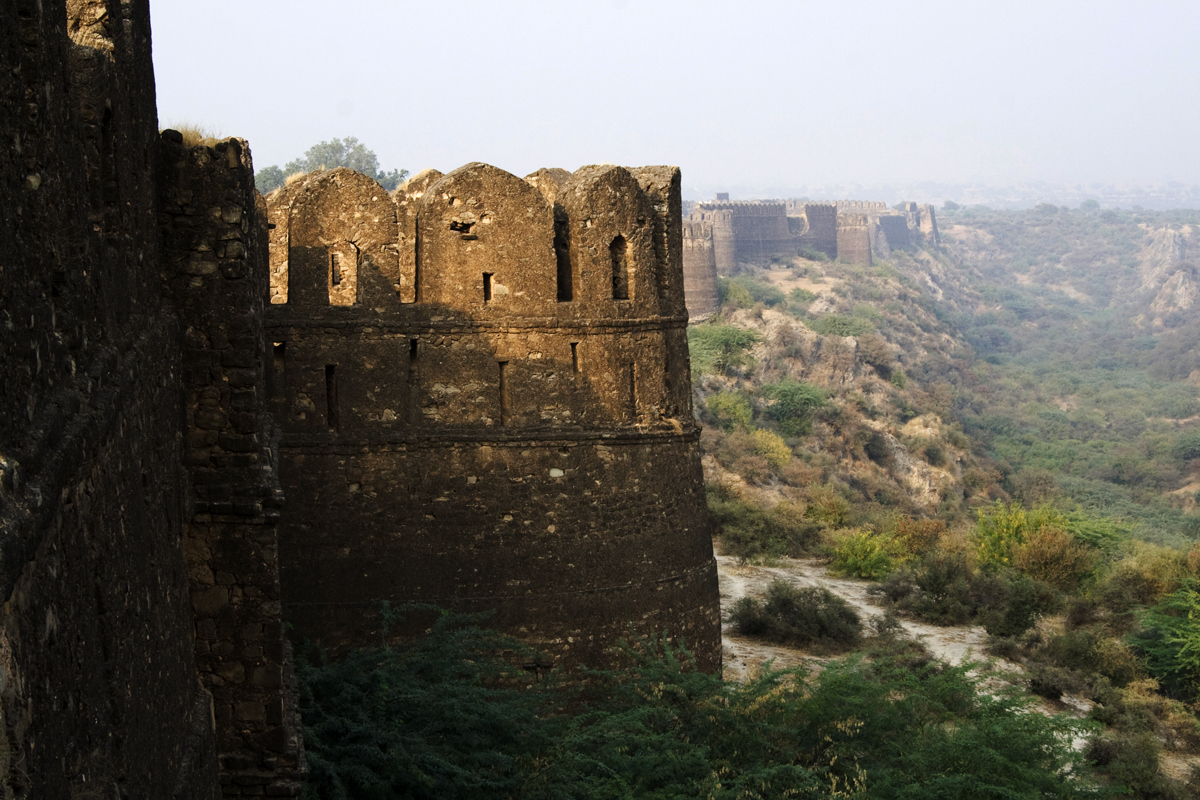
حصن روهاتس محمي بجدران دفاعية سميكة

### الأسوار
يتراوح ارتفاع الجدار الخارجي بين 10 و 18 مترًا، ويختلف سمكه بين 10 و 13 مترًا. تحتوي الجدران المحصنة على 68 حصنًا على فترات غير منتظمة،  مع 12 بوابة ضخمة توفر الوصول إلى الحصن الداخلي. تتبع أسوار القبة محيط قمة التل.
الجدران لديها ما يصل إلى 3 تراسات تقع على مستويات مختلفة. تم ربط كل مستوى إلى الآخر عن طريق الدرج. يحتوي التراس العلوي على أسوار على شكل ميرلونات يمكن أن تطلق منها المسدسات، والتي يمكن من خلالها للجنود أن يسكب الرصاص المنصهر.
تم بناء الجدار من الحجر الرملي في الجير الممزوج بالطوب. البوابات في حجر أشلار الرمادي. تم بناء بعض الأجزاء باستخدام الطوب المحترق.

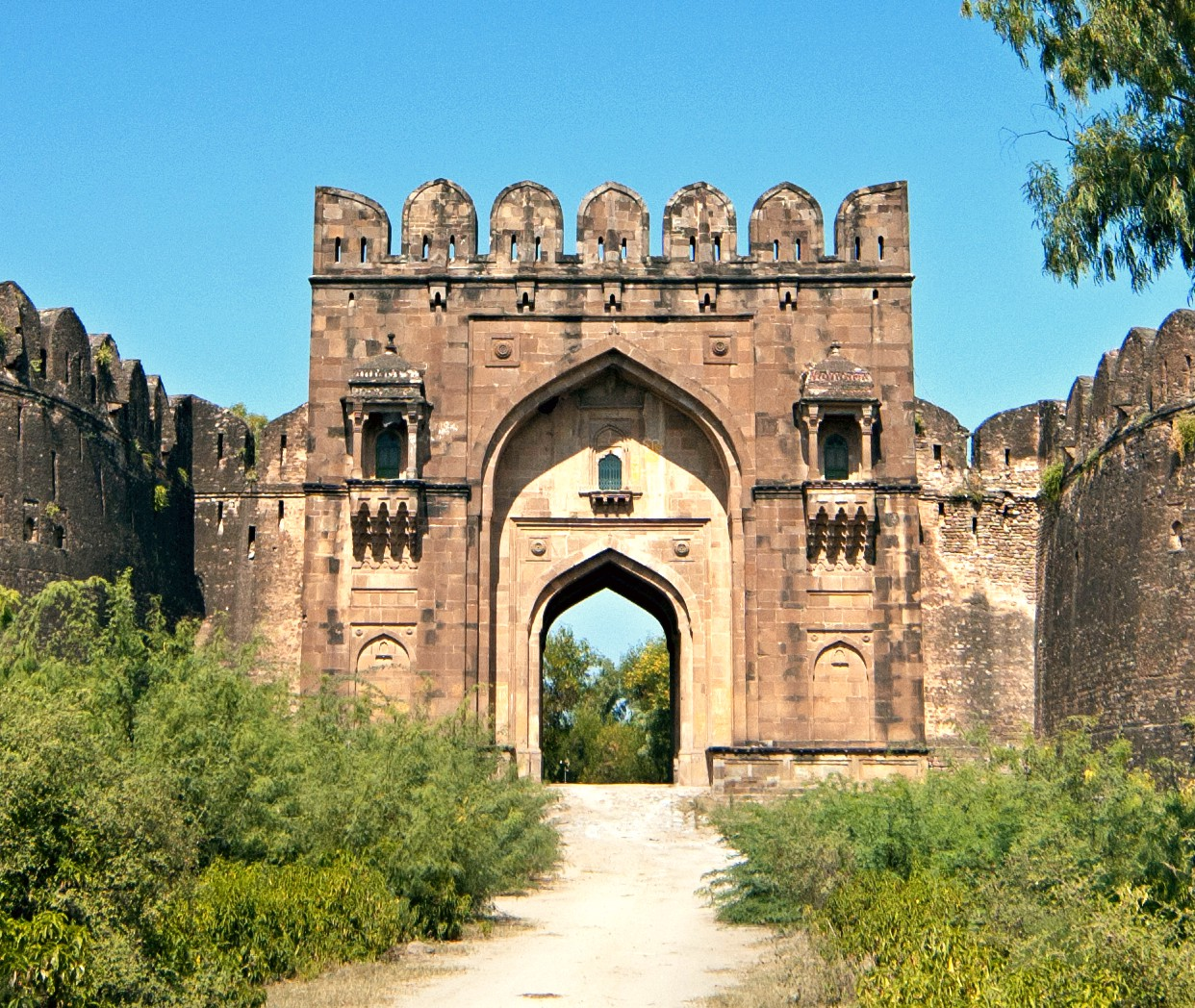
بوابة سهيل

### البوابات
يحتوي حصن روهاتس على 12 بوابة متتالية. تم بناء كل منهم في حجر مربع منحوت للبناء.

### بوابة سهيل
تعتبر بوابة سهيل من أفضل أعمال البناء في إمبراطورية سور، ومن المرجح أن يكون المدخل الرئيسي الاحتفالي للحصن. وهي تستمد اسمها من قديس محلي يدعى سهيل بخاري - الذي دفنت رفاته في الجزء الجنوبي الغربي من البوابة.
البوابة مستطيلة الشكل، ويبلغ ارتفاعها 21.34 مترًا (70 قدمًا)، وعرضها 20.73 مترًا (68.0 قدمًا)، وعمقها 15 مترًا (49 قدمًا). يبلغ طول مدخله المركزي 4.72 مترًا (15.5 قدمًا)، ويحافظ على شكله في جميع أنحاء عمق البوابات. تتميز البوابة بزخارف نباتية، مع زخرفة أكثر ثراءً على الوجه الخارجي.
هناك سبع ساحات على طول الوجه الخارجي لبوابة سهيل. تتميز البوابة بغرفة في الجزء العلوي تحتوي على نوافذ تفتح نحو داخل القلعة. مثل القوس الخارجي هناك نافذة صغيرة في منتصف القوس الداخلي.

### شاه تشاندوالي

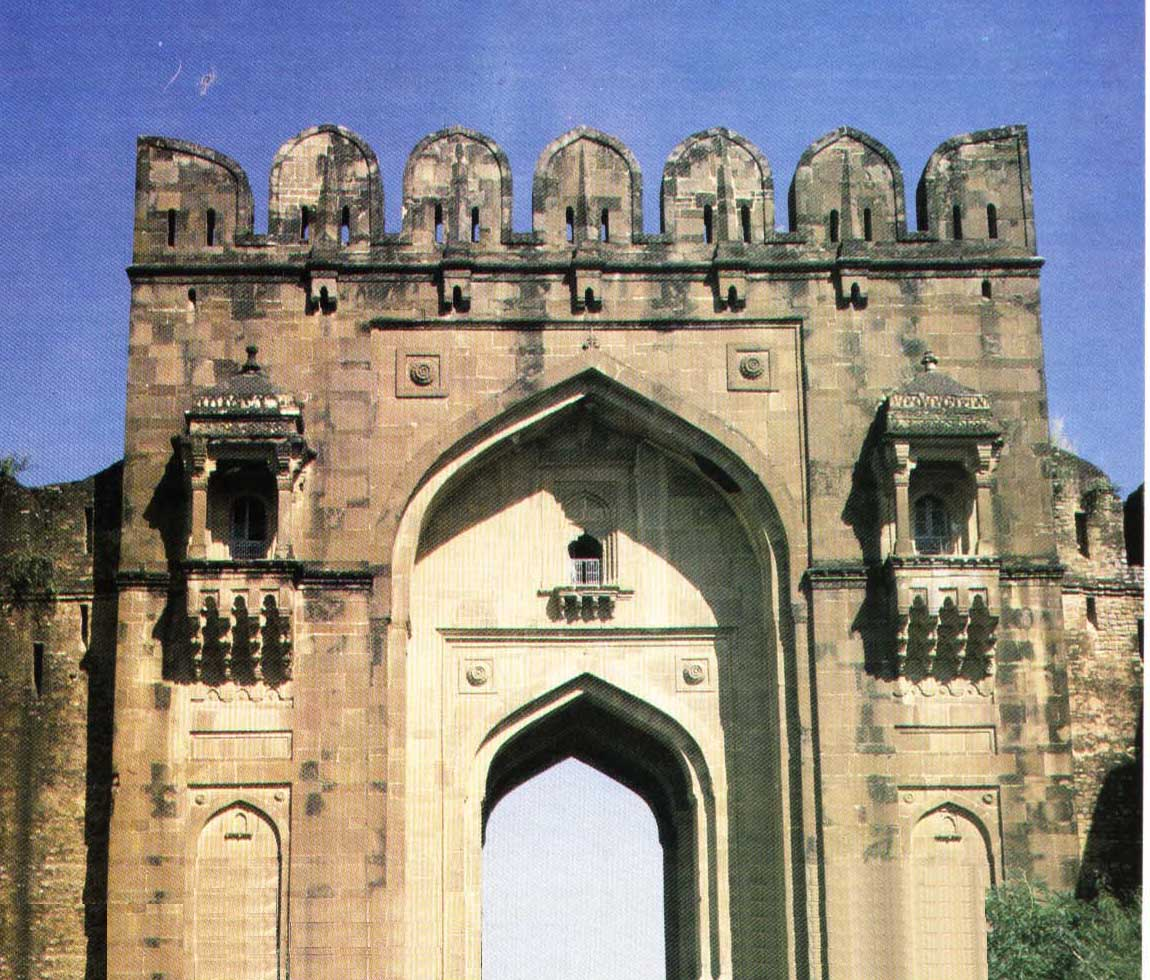
لقطة مقرّبة لبوابة سهيل

تربط هذه البوابة القلعة بالحصن الرئيسي. سميت بعد شاه شاندوالي الذي رفض الحصول على أجره للعمل على هذه البوابة. توفي القديس بينما كان لا يزال في العمل ودفن بالقرب من البوابة. مزارته لا تزال تقف حتى يومنا هذا.
هذه البوابة هي أيضا بوابة مزدوجة. وتبلغ مساحة البوابة الخارجية التي يقع مدخلها من القلعة 13.3 متر وعرضها 8.23 متر. البوابة الداخلية عبارة عن ممر بسيط يبلغ عرضه 3.66 متر. هناك 12 بوابة من الحصن.

### كابولي

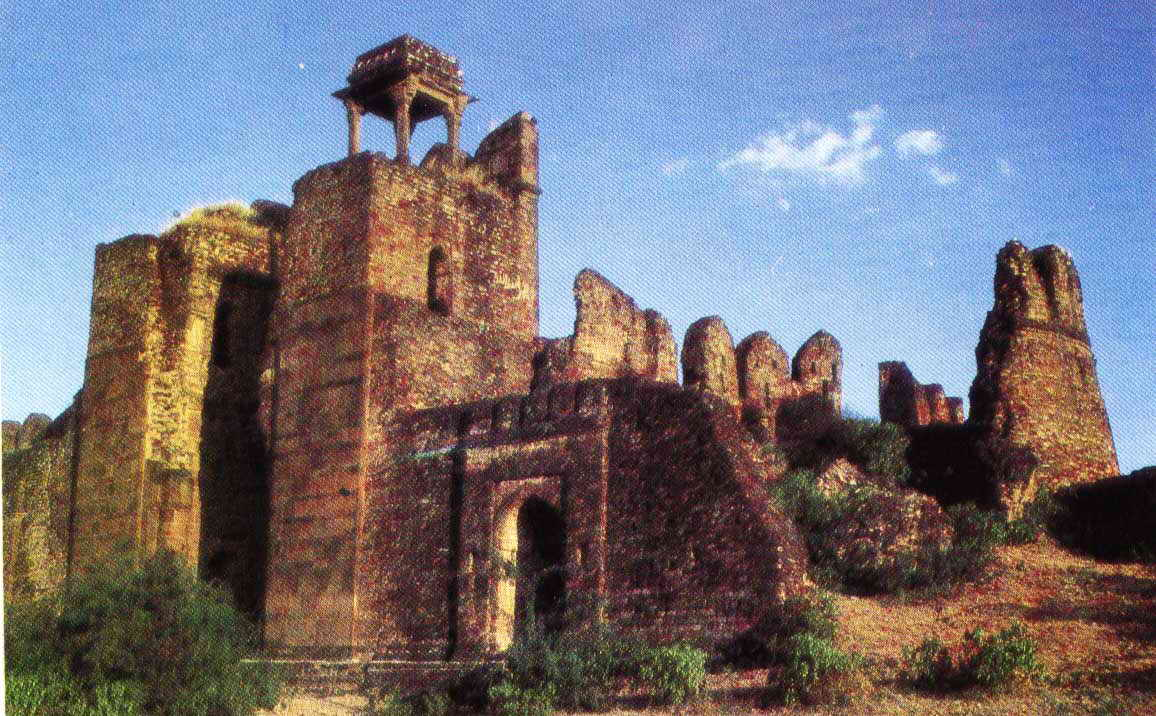
باب شاه شاندوالي

تستمد بوابة كابولي اسمها من حقيقة أنها تفتح باتجاه الشمال الغربي في الاتجاه العام لكابول. تضم البوابة الآن مركز معلومات للزوار ومتحفًا أنشأته مؤسسة الحياة البرية في جبال الهيمالايا.
قد تكون البوابة قد بنيت على مرحلتين. وتتكون من بوابة داخلية وخارجية تحيط بها بشكل جيد. يبلغ عرضه 3.15 متر (10.3 قدم)، ويحيط به حصتان على جانبي الافتتاح. تحتوي البوابة على 5 شرفات في الأعلى، ولها سلالم تؤدي إليها من الخارج. على الجانب الجنوبي من البوابة يوجد مسجد شاهي (الملكي) الذي يسميه العديد من الناس أيضًا شاهي (رويال) دروزة (بوابة أو باب)

### شيشي
تستمد البوابة اسمها من البلاط المزجج الجميل المستخدم لتزيين قوسها الخارجي. هذه البلاطات هي أقدم الأمثلة على هذه التقنية التي تم تنقيحها لاحقاً في لاهور. هذه البلاطات زرقاء اللون.
يعطي نقش على الجانب الأيسر من البوابة تاريخ بناء الحصن. النقش باللغة الفارسية وتم ترجمته كالتالي
- في السنة الهجرية 948 [1541 م] جاء سام رفيع
- في ذلك الوقت شيد الحصن العظيم
- الإمبراطور هو شير، مع حياة طويلة
- لا يوجد تطابق لحسن حظه
- تم الانتهاء منه من قبل شاهو سلطان

### لانجار خاني
لانجار خان هي بوابة مزدوجة بارتفاع 15.25 متر (50.0 قدم) وعرض 3.5 متر (11 قدم) مع فتحة مقوسة مركزية. يحتوي القوس الخارجي على نافذة صغيرة مثل بوابة سهيل. يؤدي الافتتاح الخارجي إلى لانجار خانه (ميس أو المقصف).
هناك معقلان على جانبي البوابة التي تحتوي على مطبخ ومخازن وبئر للمياه. افتتاح هذه البوابة هو شكل L. بمجرد أن يدخل المرء من البوابة الخارجية، يجب على المرء أن يتحول إلى اليمين.